# Keri Hilson

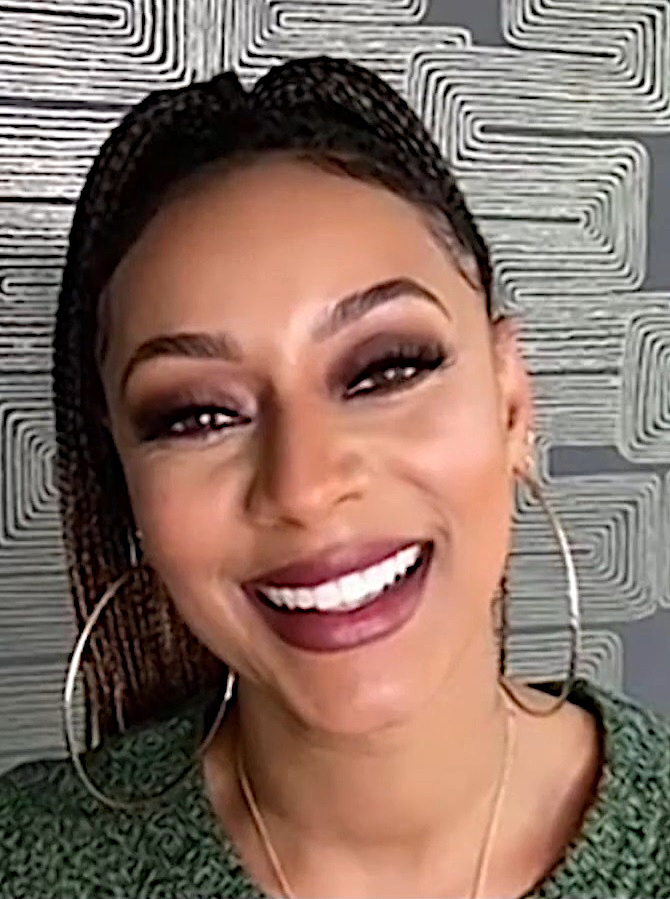
Keri Hilson en 2022

Keri Lynn Hilson (Atlanta, Georgia; 5 de diciembre de 1982) es una cantante y compositora estadounidense de R&B nominada a los premios Grammy, actualmente contratada por Zone 4/Mosley Music Group/Interscope. Keri es miembro de un colectivo de compositores y productores conocidos como The Clutch. A lo largo de la década del 2000, Hilson ha escrito canciones para numerosos raperos y cantantes, entre los que se incluyen Britney Spears o Ludacris. En 2007 colaboró con Timbaland en sus éxitos «The Way I Are» y «Scream» comenzando así su carrera en solitario. Keri ha hecho algunos cameos en videoclips para Usher, Ne-Yo y Nelly, entre otros.
Su álbum debut, In a Perfect World..., fue publicado a principios de 2009, dando a luz éxitos como «Energy», «Turnin' Me On», «Knock You Down», y «I Like», siendo este último un gran éxito en Alemania ya que forma parte de la banda sonora de la película Zweiohrküken.

## Biografía

### Primeros años
Hilson nació en Decatur, Georgia. Estudió en la Tucker High School en Tucker, Georgia. Durante su adolescencia Hilson estudió Piano y canto, y formó parte del grupo femenino By D'Signe a al edad de 14 años. Se convirtió en compositora y voz secundaria en el instituto, y asistió a la Universidad de Emory, donde se especializó en el teatro.

### 2001-2007: Composición y voz secundaria
Keri Hilson ha sido compositora musical para varios solistas desde el 2000. Ha escrito música para Britney Spears, Xzibit, Toni Braxton, Mary J. Blige, Usher, Ciara, The Pussycat Dolls, Avant, Ruben Studdard, B5, Diddy, Chingy, Armand Van Helden, LeToya Luckett, Rich Boy, Shawn Desman, Kelly Rowland, Nicole Scherzinger, Lloyd Banks, Timbaland y varios más aún no lanzados.

## Discografía

### Álbumes
- In a Perfect World 24 de marzo de 2009
- No Boys Allowed 10 de diciembre de 2010

### Sencillos
Superhuman - Keri Hilson ft Chris Brown

| Año  | Título                                                          | Posicionamientos | Posicionamientos | Posicionamientos | Posicionamientos | Posicionamientos | Posicionamientos | Posicionamientos | Álbum                       |
| Año  | Título                                                          | EU               | RU               | IRL              | AUS              | NZ               | ALE              | SUI              | Álbum                       |
| ---- | --------------------------------------------------------------- | ---------------- | ---------------- | ---------------- | ---------------- | ---------------- | ---------------- | ---------------- | --------------------------- |
| 2004 | «Hey Now (Mean Muggin)» (Xzibit con Keri Hilson)                | 93               | 9                | 14               | 44               | 21               | 33               | 42               | Weapons of Mass Destruction |
| 2005 | Hands&Feet                                                      |                  |                  |                  |                  |                  |                  |                  | In The Mix OST              |
| 2006 | «Help» (Lloyd Banks con Keri Hilson)                            | -                | -                | -                | -                | -                | -                | -                | Rotten Apple                |
| 2007 | «The Way I Are» (Timbaland con Keri Hilson, D.O.E. & Sebastian) | 3                | 1                | 1                | 3                | 2                | 5                | 9                | Shock Value                 |
| 2007 | «Good Things» (Rich Boy con Polow da Don y Keri Hilson)         | 63               | -                | -                | -                | -                | -                | -                | Rich Boy                    |
| 2012 | Freedom Ride                                                    |                  |                  |                  |                  |                  |                  |                  | Think Like a Man OST        |

### Colaboraciones
- 2003: «Choosin'» (Too Short con Jagged Edge, Jazze Pha & Keri Hilson)
- 2004: «(Hey Now) Mean Muggin'» (Xzibit con Keri Hilson)
- 2005: «Hands and Feet» - In the Mix soundtrack
- 2006: «At the Park» - Field Mob (Keri no fue acreditada con colaboración musical)
- 2006: «Let Me Luv U» (Chingy con Keri Hilson)
- 2006: «Help» (Lloyd Banks con Keri Hilson)
- 2006: «After Love» (Diddy con Keri Hilson)
- 2007: «Good Things»  (Rich Boy con Polow da Don & Keri Hilson)
- 2007: «Lost Girls»  (Rich Boy con Rock City & Keri Hilson)
- 2007: «Miscommunication» (Timbaland con Keri Hilson & Sebastian)
- 2007: «The Way I Are» (Timbaland con Keri Hilson & D.O.E.)
- 2007: «Scream» (Timbaland con Keri Hilson & Nicole Scherzinger)
- 2007: «Hello» (Timbaland con Keri Hilson & Attitude)
- 2008: «Return The Favor» (Keri Hilson con Timbaland)
- 2008: «Hero» (Nas con Keri Hilson)
- 2008: «Superhuman» (Chris Brown con Keri Hilson)
- 2008: «Numba 1» (Kardinal Offishall con Keri Hilson)
- 2008: «Turnin' Me On» (Keri Hilson con Lil Wayne)
- 2009: «Knock You Down» (Keri Hilson con Kanye West y Ne-Yo)
- 2009: «Slow Dance» (Keri Hilson)
- 2009: «Get Your Money Up» (Keri Hilson con Tryna y Keysha Cole)
- 2009: «Make Love» (Keri Hilson con Kanye West)
- 2009: «Number One»  (R. Kelly con Keri Hilson)
- 2010: «Million Dollar Girl»  (Trina con Keri Hilson y Diddy)
- 2010: «Got Your Back» ( T.I. con Keri Hilson )
- 2011: «Never Let Go» (Anthony Hamilton con Keri Hilson)
- 2020: «Nominate» (Stonewboy con Keri Hilson)

### Créditos como compositora

#### Britney Spears-Blackout
- 01. «Gimme More»
- 04. «Break the Ice»
- 11. «Perfect Lover»
- 13. «Outta This World» [Bonus Track]

- 3LW - «Feelin' You»
- 3LW - «Things You Never Hear a Girl Say»
- Amerie - «Hate 2 Love U»
- ATL - «The One»
- Avant - «4 Minutes»
- B5 - «Heartbreak»
- Candice Glover - «Passenger»
- Chingy - «Let Me Luv U»
- Chris Brown - «Young Love»
- Ciara - «Ooh Baby»
- Danity Kane - «Want It»
- Danity Kane - «Right Now»
- Diddy con Keri Hilson - «After Love»
- Britney Spears - «Motherlove»
- Esko Martinez - «Heartbreak»
- Esko Martinez - «I'mma Do Me»
- Field Mobb - «At the park»
- Keke Palmer - «The game song»
- Keshia Chante - «Too much»
- Jennifer López - «Wrong when you're gone»
- LeToya Luckett - «What Love Can Do»
- Ludacris con Mary J. Blige - «Runaway Love»
- Mary J. Blige - «Take Me as I Am»
- MopHeadz - «Rub Me Up Rite»
- Omarion - «Ice Box»
- Paula Campbell - «Hitlist»
- The Pussycat Dolls - «Bite the Dust»
- The Pussycat Dolls con Timbaland - «Wait a Minute»
- Ruben Studdard - «Play Our Song»
- Rihanna - «Control Me (Demo)»
- Shawn Desman - «Red Hair»
- Toni Braxton - «Supposed to Be»
- Usher - «Redlight»
- Tank - «I Love You»
- Tiffany Evans - «Girl Gone Wild»

## Videografía
- 2008: Energy (Dirigido por Melina Matsoukas)
- 2008: Return the Favor (Dirigido por Melina Matsoukas)
- 2008: Turnin' me On (Dirigido por Erik White)
- 2009: Knock you down (Dirigido por Chris Robinson)
- 2009: Slow Dance
- 2009: I Like
- 2010: Change Me (Feat. Akon)
- 2010: Oh Africa (Feat. Akon)
- 2010: Breaking point
- 2010: Pretty Girl Rock
- 2011: One Night Stand
- 2011: Lose Control (Feat. Nelly)

### Apariciones
- 2004: Xzibit - Hey Now (Mean Muggin)
- 2006: Nelly Furtado - Promiscuous
- 2006: Lloyd Banks - Help
- 2006: Rich Boy - Throw Some D's
- 2007: Timbaland - The Way I Are
- 2007: Timbaland - Scream
- 2007: Rich Boy: Good Things
- 2008: Usher  - Love in this club
- 2008: Nas - Hero
- 2008: Chris Brown - Superhuman
- 2008: Ne-Yo - Miss Independent
- 2008: Kardinal Offishall - Numba 1
- 2009: R. Kelly - Number one
- 2009: Fabolous - Loso's Way
- 2009: «Simple» (Ron Browz con Juelz Satana )
- 2009: «She Don't Wanna Man» (Asher Roth)
- 2009: «Everything, Everyday, Everywhere» (Fabolous)
- 2009: «All Eyes on Me» (Clipse)
- 2009: «The One I Love» (Timbaland)
- 2009: Plies - Medicine
- 2010: LeMarvin - "Tonight'
- 2010: «Million Dollar Girl» (Trina)
- 2010: «Rumours» (Timbaland featuring Jay-Z and Keri Hilson)
- 2010: «Hold My Hand» (Sean Paul )
- 2010: «Got Your Back» (T.I. featuring Keri Hilson)
- 2010: «Bread Up» (T.I. featuring Scarface and Keri Hilson)
- 2010: «Gamez» (Bei Major)
- 2010: «Late Night» (J. Valentine featuring Keri Hilson)
- 2010: «Don't Look Now» (Far East Movement featuring Keri Hilson)
- 2010: «I Invented Sex (Remix)» (Trey Songz featuring Keri Hilson)
- 2010: «Fuck With You No More (Diddy's-Dirty Money cover)» (Trey Songz featuring Keri Hilson)
- 2010: «Liv Tonight» (Nelly featuring Keri Hilson)
- 2010: «Deuces (Euro Remix)» (Chris Brown featuring Keri Hilson)
- 2020: Stonebwoy - Nominate